# Metanemone ranunculoides
Metanemone ranunculoides är en ranunkelväxtart som beskrevs av Wen Tsai Wang. Metanemone ranunculoides ingår i släktet Metanemone och familjen ranunkelväxter. Inga underarter finns listade i Catalogue of Life.